# Persone di cognome Romanov
| Questa pagina contiene informazioni ricavate automaticamente dalle voci biografiche con l'ausilio del template Bio e di un bot. L'aggiornamento è periodico e automatico e ricostruisce completamente la pagina. Se manca una persona in questa lista, sei pregato di non aggiungerla, ma accertati piuttosto che la sua voce biografica contenga il template Bio e che i dati anagrafici siano correttamente compilati. Se il template Bio manca, inseriscilo tu stesso o, in alternativa, metti l'avviso {{tmp\|Bio}} che ne segnala la mancanza. Se i dati riportati sono sbagliati, correggi direttamente la voce biografica; le modifiche saranno visibili in questa lista entro pochi giorni. Per chiarimenti vedi il progetto antroponimi. La lista contiene solo le 75 persone che sono citate nell'enciclopedia e per le quali è stato implementato correttamente il template Bio. Pagina aggiornata al 7 ago 2025. |

Questa è una lista di persone presenti nell'enciclopedia che hanno il cognome Romanov, suddivise per attività principale.

## Attrici(1)
- Stephanie Romanov, attrice statunitense (Las Vegas, n. 1969)

## Calciatori(2)
- Michail Alekseevič Romanov, calciatore russo (n. 1895 - † 1961)
- Sergej Romanov, calciatore russo (n. 1897 - † 1970)

## Ciclisti su strada(1)
- Ivan Romanov, ex ciclista su strada e pistard lituano (Klaipeda, n. 1957)

## Coreografi(1)
- Boris Georgievič Romanov, coreografo e direttore artistico russo (San Pietroburgo, n. 1891 - New York, † 1957)

## Imprenditori(1)
- Vladimir Romanov, imprenditore e banchiere russo (Tver', n. 1947)

## Monaci cristiani(1)
- Filarete, monaco cristiano russo (Regno russo - Mosca, † 1633)

## Nobili(36)
- Aleksandr Michajlovič Romanov, nobile russo (Tbilisi, n. 1866 - Roccabruna, † 1933)
- Aleksandr Nikitič Romanov, nobile russo (Parigi, n. 1929 - Londra, † 2002)
- Aleksej Petrovič Romanov, nobile russo (Mosca, n. 1690 - San Pietroburgo, † 1718)
- Aleksej Nikolaevič Romanov, nobile russo (Peterhof, n. 1904 - Ekaterinburg, † 1918)
- Aleksej Aleksandrovič Romanov, nobile russo (San Pietroburgo, n. 1850 - Parigi, † 1908)
- Aleksej Michajlovič Romanov, nobile russo (Tbilisi, n. 1875 - Sanremo, † 1895)
- Andrej Vladimirovič Romanov, nobile russo (San Pietroburgo, n. 1879 - Parigi, † 1956)
- Andrej Aleksandrovič Romanov, nobile russo (San Pietroburgo, n. 1897 - Faversham, † 1981)
- Dmitrij Pavlovič Romanov, nobile russo (Mosca, n. 1891 - Davos, † 1942)
- Dmitrij Konstantinovič Romanov, nobile russo (Strel'na, n. 1860 - Pietrogrado, † 1919)
- Gavriil Konstantinovič Romanov, nobile russo (Pavlovsk, n. 1887 - Parigi, † 1955)
- Georgij Aleksandrovič Romanov, nobile russo (Carskoe Selo, n. 1871 - Abbas Tuman, † 1899)
- Georgij Konstantinovič Romanov, nobile russo (San Pietroburgo, n. 1903 - New York, † 1938)
- Georgij Michajlovič Romanov, nobile russo (Belyj Ključ, n. 1863 - San Pietroburgo, † 1919)
- Igor' Konstantinovič Romanov, nobile russo (San Pietroburgo, n. 1894 - Alapaevsk, † 1918)
- Ivan Nikitič Romanov, nobile russo (n. 1560 - † 1640)
- Ivan Konstantinovič Romanov, nobile russo (San Pietroburgo, n. 1886 - Alapaevsk, † 1918)
- Konstantin Nikolaevič Romanov, nobile russo (San Pietroburgo, n. 1827 - San Pietroburgo, † 1892)
- Konstantin Pavlovič Romanov, nobile russo (Carskoe Selo, n. 1779 - Vicebsk, † 1831)
- Konstantin Konstantinovič Romanov, nobile russo (San Pietroburgo, n. 1891 - Alapaevsk, † 1918)
- Konstantin Konstantinovič Romanov, nobile russo (Strel'na, n. 1858 - Pavlovsk, † 1915)
- Michail Aleksandrovič Romanov, nobile russo (San Pietroburgo, n. 1878 - Perm', † 1918)
- Michail Nikolaevič Romanov, nobile russo (Peterhof, n. 1832 - Cannes, † 1909)
- Michail Pavlovič Romanov, nobile russo (San Pietroburgo, n. 1798 - Varsavia, † 1849)
- Michail Michajlovič Romanov, nobile russo (Peterhof, n. 1861 - Londra, † 1929)
- Nikolaj Nikolaevič Romanov, nobile russo (San Pietroburgo, n. 1831 - Alupka, † 1891)
- Nikolaj Nikolaevič Romanov, nobile russo (San Pietroburgo, n. 1856 - Antibes, † 1929)
- Nikolaj Aleksandrovič Romanov, nobile russo (Carskoe Selo, n. 1843 - Nizza, † 1865)
- Nikolaj Konstantinovič Romanov, nobile russo (San Pietroburgo, n. 1850 - Tashkent, † 1918)
- Nikolaj Michajlovič Romanov, nobile russo (Carskoe Selo, n. 1859 - Pietrogrado, † 1919)
- Pavel Aleksandrovič Romanov, nobile russo (San Pietroburgo, n. 1860 - Pietrogrado, † 1919)
- Pëtr Nikolaevič Romanov, nobile russo (San Pietroburgo, n. 1864 - Antibes, † 1931)
- Sergej Aleksandrovič Romanov, nobile russo (San Pietroburgo, n. 1857 - Mosca, † 1905)
- Sergej Michajlovič Romanov, nobile russo (Borjomi, n. 1869 - Alapaevsk, † 1918)
- Vjačeslav Konstantinovič Romanov, nobile russo (San Pietroburgo, n. 1862 - San Pietroburgo, † 1879)
- Vladimir Aleksandrovič Romanov, nobile russo (San Pietroburgo, n. 1847 - San Pietroburgo, † 1909)

## Pistard(1)
- Viktor Romanov, ex pistard sovietico (Leningrado, n. 1937)

## Pittori(1)
- Nikolaj Romanov, pittore russo (Puškin, n. 1957)

## Politici(2)
- Pietro I di Russia, politico russo (Mosca, n. 1672 - San Pietroburgo, † 1725)
- Grigorij Vasil'evič Romanov, politico sovietico (Nižnij Novgorod, n. 1923 - Mosca, † 2008)

## Principi(7)
- Boris Vladimirovič Romanov, principe e generale russo (San Pietroburgo, n. 1877 - Parigi, † 1943)
- Dimitrij Romanovič Romanov, principe russo (Antibes, n. 1926 - Copenaghen, † 2016)
- Fëdor Aleksandrovič Romanov, principe russo (San Pietroburgo, n. 1898 - Ascain, † 1968)
- Nicola Romanovič Romanov, principe russo (Antibes, n. 1922 - Bolgheri, † 2014)
- Nikita Aleksandrovič Romanov, principe russo (San Pietroburgo, n. 1900 - Cannes, † 1974)
- Oleg Konstantinovič Romanov, principe russo (San Pietroburgo, n. 1892 - Vilnius, † 1914)
- Roman Petrovič Romanov, principe russo (Peterhof, n. 1896 - Antibes, † 1978)

## Rapper(1)
- Friendly Thug 52 NGG, rapper russo (San Pietroburgo, n. 2000)

## Schermidori(1)
- Leonid Romanov, ex schermidore sovietico (Mosca, n. 1947)

## Sciatrici alpine(1)
- Dasha Romanov, sciatrice alpina statunitense (n. 2003)

## Sovrani(11)
- Alessandro II di Russia, sovrano russo (Mosca, n. 1818 - San Pietroburgo, † 1881)
- Alessandro III di Russia, sovrano russo (San Pietroburgo, n. 1845 - Livadija, † 1894)
- Alessio Michajlovič, sovrano (Mosca, n. 1629 - Mosca, † 1676)
- Fëdor III di Russia, sovrano (Mosca, n. 1661 - Mosca, † 1682)
- Ivan V di Russia, sovrano (Mosca, n. 1666 - Mosca, † 1696)
- Ivan VI di Russia, sovrano russo (San Pietroburgo, n. 1740 - Šlissel'burg, † 1764)
- Michele di Russia, sovrano (Mosca, n. 1596 - Mosca, † 1645)
- Nicola I di Russia, sovrano russo (Carskoe Selo, n. 1796 - San Pietroburgo, † 1855)
- Nicola II di Russia, sovrano russo (Carskoe Selo, n. 1868 - Ekaterinburg, † 1918)
- Paolo I di Russia, sovrano (San Pietroburgo, n. 1754 - San Pietroburgo, † 1801)
- Pietro II di Russia, sovrano russo (San Pietroburgo, n. 1715 - Mosca, † 1730)

## Storici(1)
- Nikita Nikitič Romanov, storico russo (Londra, n. 1923 - † 2007)

## Senza attività specificata(6)
- Dmitrij Aleksandrovič Romanov, russo (n. 1901 - † 1980)
- Kirill Vladimirovič Romanov, russo (Carskoe Selo, n. 1876 - Neuilly-sur-Seine, † 1938)
- Rostislav Aleksandrovič Romanov, russo (San Pietroburgo, n. 1902 - † 1978)
- Vasilij Aleksandrovič Romanov, russo (Reggia di Gatčina, n. 1907 - California, † 1989)
- Vladimir Kirillovič Romanov, russo (Porvoo, n. 1917 - Miami, † 1992)
- Vsevolod Ivanovič Romanov, russo (San Pietroburgo, n. 1914 - Londra, † 1973)